# George Sweeny
George Sweeny (* 22. Februar 1796 bei Gettysburg, Pennsylvania; † 10. Oktober 1877 in Bucyrus, Ohio) war ein US-amerikanischer Politiker. Zwischen 1839 und 1843 vertrat er den Bundesstaat Ohio im US-Repräsentantenhaus.

## Werdegang
George Sweeny erhielt eine akademische Ausbildung und studierte danach am Dickinson College in Carlisle. Nach einem anschließenden Jurastudium und seiner Zulassung als Rechtsanwalt begann er ab 1820 in Gettysburg in diesem Beruf zu arbeiten. Im Jahr 1830 zog er nach Bucyrus in Ohio; 1838 wurde er Staatsanwalt im dortigen Crawford County. Gleichzeitig schlug er als Mitglied der Demokratischen Partei eine politische Laufbahn ein.
Bei den Kongresswahlen des Jahres 1838 wurde Sweeny im 14. Wahlbezirk von Ohio in das US-Repräsentantenhaus in Washington, D.C. gewählt, wo er am 4. März 1839 die Nachfolge von William H. Hunter antrat. Nach einer Wiederwahl konnte er bis zum 3. März 1843 zwei Legislaturperioden im Kongress absolvieren. Die Zeit ab 1841 war von den Spannungen zwischen Präsident John Tyler und den Whigs geprägt. Außerdem wurde damals bereits über eine mögliche Annexion der seit 1836 von Mexiko unabhängigen Republik Texas diskutiert.
Im Jahr 1842 verzichtete Sweeny auf eine weitere Kandidatur. Nach seiner Zeit im US-Repräsentantenhaus praktizierte er wieder als Anwalt. Im Jahr 1853 verlegte er seinen Wohnsitz und seine Kanzlei nach Geneseo in Illinois. Bereits drei Jahre später kehrte er nach Bucyrus zurück. Dort wurde er noch einmal Staatsanwalt im Crawford County. Anschließend zog er sich in den Ruhestand zurück, in dem er sich mit literarischen und wissenschaftlichen Angelegenheiten befasste. George Sweeny starb am 10. Oktober 1877 in Bucyrus, wo er auch beigesetzt wurde.